# De Geuzen in de Bomlerwaard
De Geuzen in de Bomlerwaard is een compositie voor harmonieorkest of fanfare van de Nederlandse componist Henk van Lijnschooten.